# 6 novembre en sport
6 octobre 6 décembre
Chronologies thématiques
- Croisades
- Ferroviaires
- Disney

Le 6 novembre (310e jour de l'année ou 311e en cas d'année bissextile) en sport.

## Événements

### XIXesiècle
- 1865 :
  - (Baseball /NABBP) : les Brooklyn Atlantics remportent le 9e championnat de baseball de la NABBP avec 18 victoires et aucune défaite. La grande finale oppose les Atlantics et les New York Mutuals devant 20 000 spectateurs[1].
- 1869 :
  - (Football / Football américain) : selon la vulgate sportive américaine, cette date est marquée par la tenue du premier match de football américain universitaire. Rutgers s'impose 6-4 face au College of New Jersey (futur Princeton). Selon les recherches de l'historien Stephen Fox, ce match de "New York Ball" pourrait être un match de football. Princeton[2] et la National Football League[3] admettent désormais cette version.
- 1887 :
  - (Football) : fondation à Glasgow du club de football du Celtic FC.

### XXesièclede1901à1950
- 1909 :
  - (Automobile) : à Brooklands, Victor Hémery établit un nouveau record de vitesse terrestre : 202,68 km/h.
- 1910 :
  - (Football) : Alumni champion d'Argentine.

### XXesièclede1951à2000
- 1977 :
  - (Rallye automobile) : arrivée du Tour de Corse.
- 1994 :
  - (Formule 1) : Grand Prix automobile du Japon.
- 1999 :
  - (Rugby à XV) : le XV d'Australie est champion du monde de rugby en battant le XV de France sur le score de 35 à 12 lors de la finale.

### XXIesiècle
- 2016 :
  - (Athlétisme /Marathon) : l'Érythréen Ghirmay Ghebreslassie remporte, à 20 ans, le Marathon de New York en 2 h 7 min 51 s. Et chez les femmes, la Kényane Mary Keitany s'impose en 2 h 24 min 26 s pour la troisième fois d'affilée.
  - (Sport nautique) :
    - (Record du tour du monde à la voile) : départ du Français Thomas Coville de Ouessant à 15 heures pour une tentative en multicoque, sans escale et en solitaire du Record du tour du monde à la voile.
    - (Vendée Globe) : départ de la 8e édition du Vendée Globe, tour du monde en monocoque en solitaire et sans escales qui s'élance des Sables-d'Olonne. La flotte est composée de 29 skippers.

  - (Tennis /Masters 1000) : l'Écossais Andy Murray remporte pour la première fois de sa carrière le tournoi de Paris-Bercy en s'imposant en finale contre John Isner (6-3, 64-7, 6-4). En double, Henri Kontinen et John Peers décrochent leur 4e titre ensemble en battant en finale Pierre-Hugues Herbert et Nicolas Mahut (6-4, 3-6, [10-6]).

## Naissances

### XIXesiècle
- 1861 :
  - James Naismith, docteur en médecine et en théologie canadien. Inventeur du basket-ball. († 28 novembre 1939).
- 1872 :
  - Michel Frédérick, cycliste sur route suisse. († 22 juin 1912).
- 1880 :
  - George Poage, athlète de haies américain. Médaillé de bronze du 400 m haies aux Jeux de saint-louis 1904. († 11 avril 1962).
- 1886 :
  - Edward Owen, athlète de demi-fond britannique. Médaillé d'argent du 5 miles aux Jeux de Londres 1908 et de bronze du 3 000m par équipes aux Jeux de Stockholm 1912. († 29 septembre 1949).
- 1887 :
  - Walter Johnson, joueur de baseball puis dirigeant sportif américain. († 10 décembre 1946).
- 1889 :
  - Gabriel Hanot, footballeur puis entraîneur et journaliste français. (12 sélections en équipe de France). Sélectionneur de l'équipe de France de 1945 à 1949. († 10 août 1968).
  - Louis Olagnier, footballeur français. (1 sélection en équipe de France). († ?).

### XXesièclede1901à1950
- 1906 :
  - James D. Norris, dirigeant de hockey sur glace américain. († 25 février 1966).
- 1921 :
  - Eric Day, footballeur anglais. († 10 novembre 2012).
  - Geoff Rabone, joueur de cricket néo-zélandais. (12 sélections en test cricket). († 19 janvier 2006).
- 1923 :
  - Dominique Canavèse, cycliste sur route français. († 28 août 2006).
- 1927 :
  - FitzRoy Somerset, pilote de courses automobile et homme politique britannique. († 24 janvier 2010).
- 1931 :
  - Peter Collins, pilote de F1 britannique. (3 victoires en Grand Prix). († 3 août 1958).
- 1937 :
  - Vladimir Durković, footballeur yougoslave. Champion olympique aux Jeux de Rome 1960. (50 sélections en équipe nationale). († 22 juin 1972).
- 1938 :
  - Mack Jones, joueur de baseball américain. († 8 juin 2004).
- 1940 :
  - Johnny Giles, footballeur puis entraîneur irlandais. Vainqueur des Coupe des villes de foires 1968 et 1971. (59 sélections en équipe nationale). Sélectionneur de l'équipe d'Irlande de 1973 à 1980.
- 1941 :
  - Matti Keinonen, 80 ans, joueur de hockey sur glace finlandais. († 27 novembre 2021).

### XXesièclede1951à2000
- 1958 :
  - Urs Freuler, cycliste sur piste et sur route suisse. Champion du monde de cyclisme sur piste de la course aux points 1981, 1982, 1984, 1986, 1987 et 1989. Champion du monde de cyclisme sur piste du keirin et de la course aux points 1983 et 1985.
- 1958 :
  - Christophe Moulin, footballeur puis entraîneur suisse.
- 1962 :
  - Neven Spahija,  entraîneur de basket croate. Sélectionneur de l'équipe de Croatie de 2002 à 2005.
- 1967 :
  - Shūzō Matsuoka, joueur de tennis japonais.
- 1968 :
  - Sandie Richards, athlète de sprint jamaïcaine. Médaillée d'argent du relais 4 × 400 m aux Jeux de Sydney 2000 et médaillée de bronze du relais 4 × 400 m aux Jeux d'Athènes 2004. Championne du monde d'athlétisme du relais 4 × 400 m 2001.
- 1971 :
  - Laura Flessel-Colovic, épéiste puis femme politique française. Championne olympique en individuelle et par équipe aux Jeux d'Atlanta 1996, médaillée de bronze en individuelle aux Jeux de Sydney 2000 et médaillée d'argent en individuelle et de bronze par équipe aux Jeux d'Athènes 2004. Championne du monde d'escrime à l'épée en individuelle et par équipe 1998, championne du monde d'escrime à l'épée en individuelle 1999, championne du monde d'escrime à l'épée par équipes 2005, 2007, et 2008. Championne d'Europe d'escrime à l'épée individuelle 2007. Porte-drapeau olympique pour la France aux Jeux de Londres 2012. Ministre des Sports de 2017 à 2018.
- 1972 :
  - Garry Flitcroft, footballeur puis entraîneur anglais.
- 1973 :
  - Thomas Lièvremont, joueur de rugby à XV puis entraîneur français. Vainqueur des Grand Chelem 1998 et 2004, du Tournoi des six nations 2006. (37 sélections en équipe de France).
- 1974 :
  - Frank Vandenbroucke, cycliste sur route belge. Vainqueur de Paris-Nice 1998, de Gand-Wevelgem 1998 et de Liège-Bastogne-Liège 1999. († 12 octobre 2009).
- 1975 :
  - Matthieu Lièvremont, joueur de rugby à XV français. (2 sélections en équipe de France).
- 1976 :
  - Pat Tillman, joueur de foot U.S. américain. († 22 avril 2004).
- 1977 :
  - Dušan Kecman, basketteur yougoslave puis serbe-monténégrin et ensuite serbe. Vainqueur de la Euroligue de basket-ball 2009.
  - Mason Rocca, basketteur américano-italien. (27 sélections avec l'équipe d'Italie).
- 1978 :
  - Erik Cole, hockeyeur sur glace américain.
- 1979 :
  - Peter Crawford, basketteur australien.
  - Adam LaRoche, joueur de baseball américain.
  - Lamar Odom, basketteur américain. Médaillé de bronze aux Jeux d'Athènes 2004. Champion du monde de basket-ball masculin 2010.
  - Brad Stuart, hockeyeur sur glace canadien.
- 1980 : Margot Laffite, pilote automobile et animatrice de télévision française.
- 1981 :
  - Kaspars Gorkšs, footballeur letton. (90 sélections en équipe nationale).
  - Luke Jackson, basketteur américain.
  - Frédéric Mendy, footballeur franco-sénégalais. (37 sélections avec l'équipe du Sénégal).
  - Andrew Murray, hockeyeur sur glace canado-croate.
- 1982 :
  - Joseph Enakarhire, footballeur nigérian. (22 sélections en équipe nationale).
- 1983 :
  - Nicole Hosp, skieuse alpine autrichienne. Médaillée d'argent du slalom aux Jeux de Turin 2006 puis médaillée d'argent du super-combiné et de bronze du super-G aux Jeux de Sotchi 2014. Championne du monde de ski alpin du slalom géant 2007 puis championne du monde de ski alpin par équipes 2013 et 2015.
- 1984 :
  - Ricky Romero, joueur de baseball américain.
  - Sebastian Schachten, footballeur allemand.
- 1985 :
  - Robert Dozier, basketteur américain.
  - Vaida Sipavičiūtė, basketteuse lituanienne.
- 1986 :
  - Craig Bryson, footballeur écossais. (3 sélections en équipe nationale).
  - Thomas De Gendt, cycliste sur route belge.
  - Adrian Mierzejewski, footballeur polonais. (41 sélections en équipe nationale).
- 1987 :
  - Ana Ivanović, joueuse de tennis serbe-monténégrine puis serbe. Victorieuse du tournoi de Roland Garros 2008.
  - Sacha Treille, hockeyeur sur glace français.
- 1988 :
  - John Holland, basketteur américain.
- 1989 :
  - Aaron Hernandez, joueur de foot U.S. américain. († 19 avril 2017).
  - Maren Mjelde, footballeuse norvégienne. (148 sélections en équipe nationale).
  - Dominik Windisch, biathlète italien. Médaillé de bronze du relais mixte aux Jeux de Sotchi 2014 puis du sprint et du relais mixte aux Jeux de Pyeongchang 2018.
- 1990 :
  - Sam Dower, basketteur américain.
  - Zenash Gezmu, 27 ans, athlète éthiopienne. († 27 novembre 2017).
  - André Schürrle, footballeur allemand. Champion du monde de football 2014. (57 sélections en équipe nationale).
  - Cédric Yambéré, footballeur franco-centrafricain. (1 sélection avec l'équipe de République centrafricaine).
- 1991 :
  - Stojan Gjuroski, basketteur macédonien.
  - Doron Lamb, basketteur américain.
- 1992 :
  - Jorge Cubero, cycliste sur route espagnol.
  - Paula Kania, joueuse de tennis polonaise.
  - Simon Pellaud, cycliste sur route suisse.
- 1993 :
  - Dearica Hamby, basketteuse américaine.
  - Fausto Masnada, cycliste sur route italien.
- 1994 :
  - Jeffrey Carroll, basketteur américain.
  - Juliana Machado, handballeuse angolaise. Championne d'Afrique des nations de handball féminin 2016. (39 sélections en équipe nationale).
- 1995 :
  - Mama Baldé, footballeur luso-bissaoguinéen. (25 sélections avec l'équipe de Guinée-Bissau).
  - André Silva, footballeur portugais. (29 sélections en équipe nationale).
  - Léo Vincent, cycliste sur route français.
- 1996 :
  - Jordan Dezaria, joueur de rugby à XIII français. (3 sélections en équipe de France).
- 1998 :
  - Matthieu Jalibert, joueur de rugby à XV français. (1 sélection en équipe de France).
  - Louise Vanhille, gymnaste artistique française.
- 2000 :
  - Mathis Dossou Yovo, basketteur français.

### XXIesiècle
- 2001 :
  - Maren Mjelde, footballeuse française. Championne d'Europe féminin de football des moins de 19 ans 2019. (3 sélections en équipe de France).
- 2004 :
  - Erik Goczał, pilote de rallye-raid SSV polonais. Vainqueur du Rallye Dakar 2023.

## Décès

### XXesièclede1901à1950
- 1909 :
  - Frank Becton, 36 ans, footballeur anglais. (2 sélections en équipe nationale). (° 11 mai 1873).
- 1916 :
  - Émile Friol, 35 ans, cycliste sur piste français. Champion du monde de cyclisme sur piste de la vitesse 1907 et 1910. (° 6 mars 1881).
- 1920 :
  - Étienne Giraud, 54 ans, pilote de courses automobile, aviateur et sportif éclectique français. (° 10 novembre 1865).
- 1925 :
  - René Hanriot, 58 ans, pilote de course automobile français. (° 11 juin 1867).
- 1941 :
  - Paul Baras, 71 ans, cycliste sur piste, pilote de courses automobile et de moto français. (° 14 mai 1870).
- 1945 :
  - Richard Rau, 56 ans, athlète de sprint allemand. Détenteur du premier Record du monde du relais 4 × 100 mètres le 8 juillet 1912 jusqu'au 22 août 1920. (° 26 août 1889).

### XXesièclede1951à2000
- 1964 :
  - Hugo Koblet, 39 ans, cycliste sur route suisse. Vainqueur du Tour d'Italie 1950, des Tours de Suisse 1950, 1951 et 1953, du Tour de France 1951, et du Tour de Romandie 1953. (° 21 mars 1925).
- 1980 :
  - Jean-François Piot, 42 ans, pilote de courses de rallyes automobile français. (° 28 mars 1938).
- 1990 :
  - Bob Armstrong, 59 ans, hockeyeur sur glace canadien. (° 7 avril 1931).
- 1991 :
  - Bob Goldham, 69 ans, hockeyeur sur glace puis entraîneur canadien. (° 12 mai 1922).

### XXIesiècle
- 2003 :
  - Rie Mastenbroek, 84 ans, nageuse néerlandaise. Championne olympique du 100 m, 400 m et du relais 4 × 100 m nage libre puis médaillée d'argent du 100 m dos aux Jeux de Berlin 1936. Championne d'Europe de natation du 400 m, du 100 m dos et du relais 4 × 100 m et médaillée du 100 m nage libre 1934. (° 26 février 1919).
- 2009 :
  - Dimitri De Fauw, 28 ans, cycliste sur route belge. (° 13 juillet 1981).
- 2012 :
  - Ivor Powell, 96 ans, footballeur puis entraîneur gallois. (8 sélections en équipe nationale). (° 5 juillet 1916).
- 2013 :
  - Peter Fatialofa, 54 ans, joueur de rugby à XV puis entraîneur samoan. (34 sélections en équipe nationale). sélectionneur de l'équipe des Samoa féminine. (° 26 avril 1959).
  - Roberto Zárate, 80 ans, footballeur argentin. (° 15 décembre 1932).